# Quatre (album)
Pour les articles homonymes, voir Quatre (homonymie).
Albums de Gabriel Yacoub (ex-Malicorne)
Bel
(1990) Babel
(1997)
Quatre est le quatrième album solo de Gabriel Yacoub (d'où le titre). Sorti en septembre 1994, il s'agit de son quatrième album studio en solo.

## Liste des titres
1. Solide 4.54
2. Le plus rapide des oiseaux 5.43
3. Tant pis que l'exil 4.55
4. Beauté / Twelfth song of the thunder 4.37
5. Letter from America 1.00
6. Je suis à court 4.05
7. Tourne, tourne 4.44
8. La mariole (instrumental) 4.23
9. Les blés sur l'eau 5.30
10. Regarde bien petit 5.08
11. Le sel et le sucre 4.23
12. Ces dieux-là 4.45
13. Les bannieres qui claquent 4.32
14. LFA [reprise] 1.58

## Crédits
Tous titres (© 1993) écrits et composés par Gabriel Yacoub excepté :
- Beauté / Twelfth song of the thunder (© 1993) (Trad. adapt. Gabriel Yacoub - Gabriel Yacoub / Trad. adapt. Nikki Matheson - Nikki Matheson)
- Je suis à court (© 1993) (Gabriel Yacoub / Arr. Brian Gulland)
- La mariole (© 1993) (Trad. du Berry / Arr. Jean Blanchard)
- Les blés sur l'eau (© 1993) (Melaine Favennec)
- Regarde bien petit (© 1968) (Jacques Brel)
- Le sel et le sucre (© 1991) (Gabriel Yacoub)

## Participants
- Gabriel Yacoub : chant, guitare acoustique
- Patrice Clémentin : synthétiseur, percussions
- Yannick Hardouin : basse
- Jean-Pierre Arnoux : percussions
- Gildas Arzel : guitare slide acoustique, chœurs
- Nicolaïvan Mingo : harmoniques
- Ivan Lantos : kaval
- Nikki Matheson : chœurs
- Sylvie Berger : chœurs
- Brian Gulland : chœurs